# Palacio de los Chapiteles
El Palacio de los Chapiteles es un edificio situado en la calle Portales de la ciudad de Logroño, en La Rioja (España). Construido originalmente como palacio familiar de los Jiménez de Enciso, fue casa consistorial de la ciudad durante 115 años, desde 1865 hasta 1980. Actualmente, es la sede el Instituto de Estudios Riojanos (IER).

## Historia

### Primeros siglos
Los orígenes del palacio se remontan hasta el siglo XVI, cuando Pedro Jiménez de Enciso manda construir la casa. Este primer edificio, situado al comienzo de la actual calle Portales en la histórica ubicación de la puerta de la Herventia, tenía un aspecto diferente al que tiene actualmente. Se describen espacios interiores dedicados a escritorios, capilla, patios y biblioteca, además de un salón familiar con muebles y piezas de alto valor.
Una vez entrado el siglo XVII, la zona en la que se sitúa el palacio sufrió diversas modificaciones. Entre otras cosas, se abrieron calles y se levantaron manzanas de edificios en los alrededores, aunque la familia continuó residiendo en la casa. Además, en estos años cuando se colocan en los dos torreones del palacio los remates que le otorgan su nombre, los chapiteles.
En 1753, se sabe que la fachada de la casa que da a la calle Portales fue reformada. En 1771, el palacio pertenecía a Bartolomé de Vidaurreta, descendiente de los Jiménez de Enciso, propietarios originales.

### Como casa consistorial
Hasta 1862, el palacio había pertenecido a los Marqueses de Someruelos. La Corporación Municipal lo adquirió en ese entonces para que cumpliera las funciones de residencia del obispo en caso de que la sede de la diócesis se trasladara de Calahorra a Logroño. Finalmente, este traslado no se produjo y el palacio fue convertido en casa consistorial de Logroño. Para adecuarlo a las necesidades del consistorio, el edificio fue modificado en varias partes durante este siglo como, por ejemplo, el patio interior, siendo sustituido por la actual escalera. En 1954, se retiraron los chapiteles de los torreones, aunque en el año 2010 fueron restaurados.

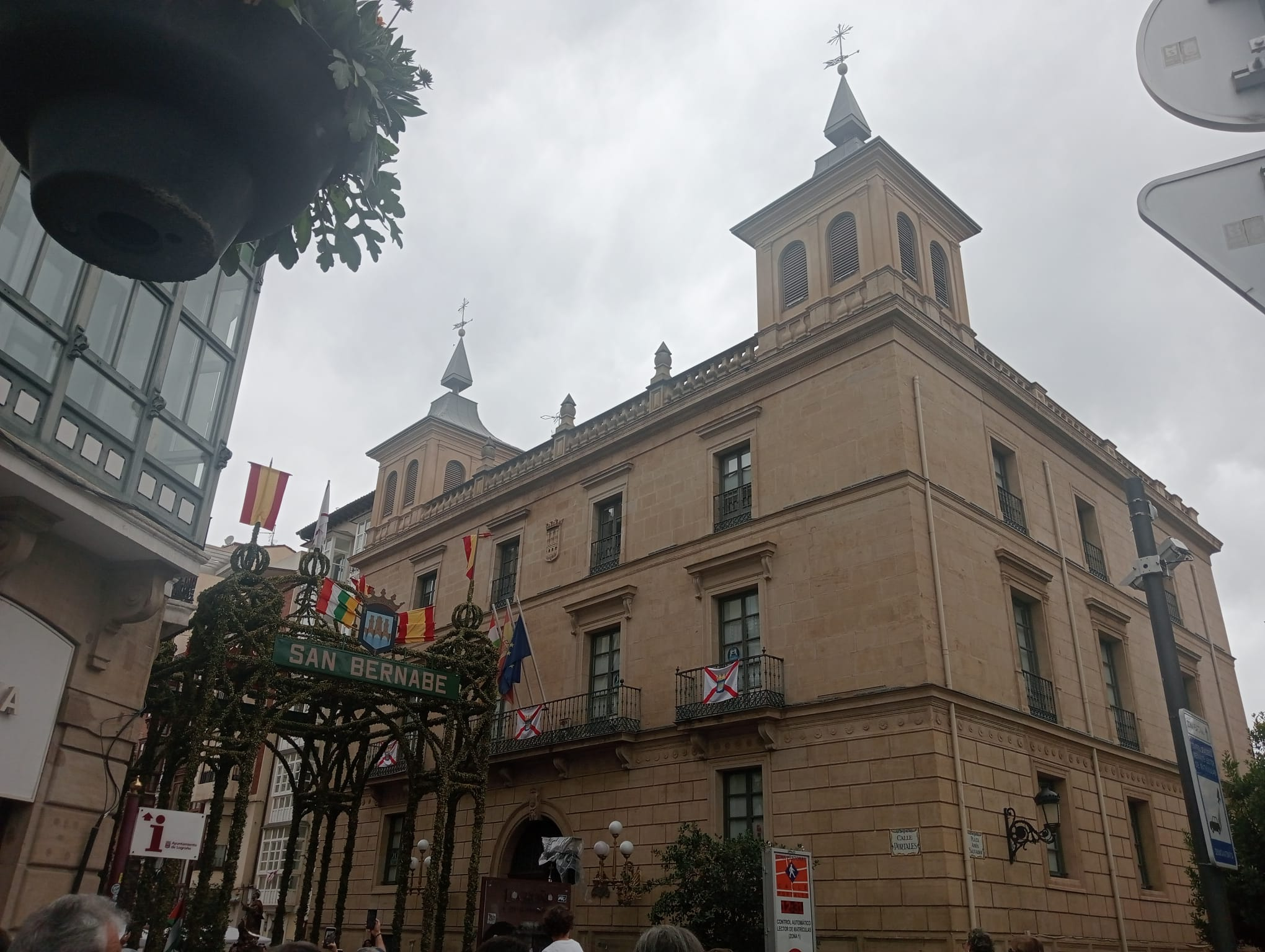
El palacio durante las fiestas de San Bernabé de 2025.

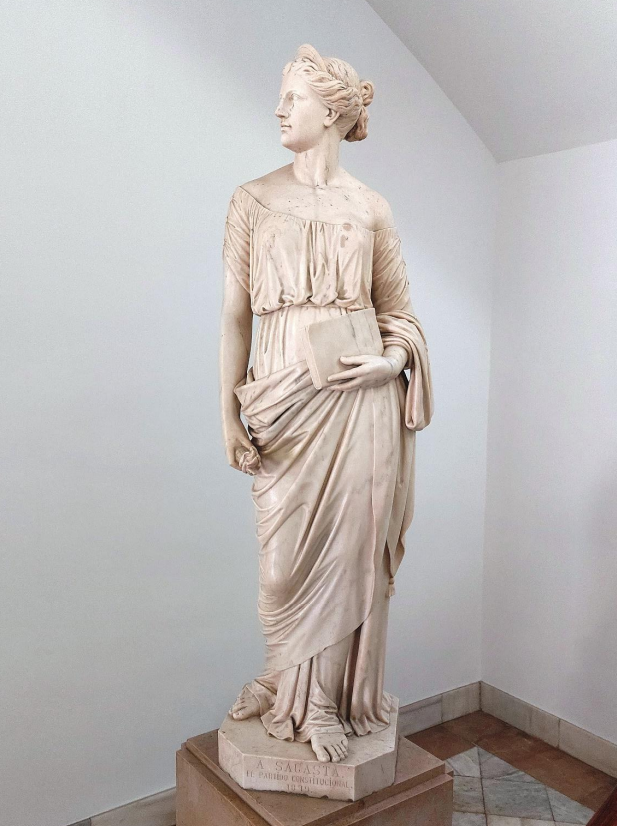
La Elocuencia, escultura donada por Práxedes Mateo-Sagasta al Ayuntamiento de Logroño en 1897, se encuentra actualmente en el palacio.

El palacio hizo las funciones de Ayuntamiento durante 115 años, por lo que muchas figuras históricas importantes se han citado en este edificio a la hora de visitar la ciudad. Entre otros personajes, han visitado la casa los monarcas Amadeo I, Alfonso XII y Alfonso XIII; los políticos Práxedes Mateo Sagasta, José Canalejas, Indalecio Prieto, Niceto Alcalá Zamora, Manuel Azaña y dirigentes militares como el general Espartero, Primo de Rivera o Francisco Franco.

### Actualidad
En 1980 cesaron sus funciones como casa consistorial con motivo de la construcción del ayuntamiento actual, por lo que en 1987 el palacio se convirtió en la sede de la Conserjería de Cultura, Deporte y Juventud del Gobierno de La Rioja. Actualmente, es la sede del Instituto de Estudios Riojanos y de la Fundación Práxedes Mateo Sagasta.